# Aliza
Aliza (in ebraico: עַלִיזָה) è un nome proprio di persona ebraico femminile.

## Origine e diffusione
Riprende un vocabolo ebraico che vuol dire "gioiosa". Ha quindi significato analogo ai nomi Allegra, Felice, Gay, Giocondo, Gaudenzio e Blythe.

## Onomastico
Si tratta di un nome adespota, cioè privo di santa patrona; l'onomastico si festeggia, quindi, il 1º novembre, in occasione di Ognissanti.

## Persone
- Aliza Gur, attrice israeliana
- Aliza Olmert, artista israeliana